# روسلانا
روسلانا ليجيشتكو (بالأوكرانية: Руслана Степанівна Лижичко)‏ (ولدت في 24 مايو 1973 في لفيف) هي مغنية، ممثلة أصوات، ملحنة، موزعة، عازفة بيانو، ناشطة سياسية أوكرانية، وسفير الأمم المتحدة للنوايا الحسنة.